# Церетели
Породица Церетели (груз. წერეთელი), такође познат као Цертелев (руски), је племићка породица у Грузији (и делом руска племићка породица) која је дала неколико значајних писаца, политичара, научника и уметника.

## Историја
Према традиционалним извештајима, преци породице били су поглавице у Дагестану или Осетији, који су побегли од исламизације своје домовине од стране Тамерлана и преселили се, преко Черкезије, у хришћанску Грузију 1395. године. Константин II, краљ Имеретије (западне Грузије) од 1392. до 1401. године, одвојио их је од Сачкере и доделио им достојанство кнеза (тавади). Церетели су држали феуд у Горњем Имеретију под називом Сатсеретло (საწერეთლო; „Тсеретели“) са својом резиденцијом у Модинакхеу, и на крају су се претворили у једну од еминентних аристократских породица у Грузији. Често су се женили са другим грузијским племићким кућама, па чак и са огранцима краљевске династије Багратиони у западној и источној Грузији (нпр. принц Давид Церетели се оженио сестром Александра V од Имеретија 1736, док је Зураб Церетели оженио своју ћерку Кетхеван за краљевски кнез Јоан од Грузије 1787).
Један огранак породице пратио је краља Вахтанга ВИ од Картлија у његовој емиграцији 1724. у царску Русију, где су постали познати као Цертелев (рус. Цертелев, Церетели) и били апсорбовани у руско племство.

## Принчеви од Сатсеретла
оквирно1380-1590 – Дванаест анонимних кнезова
- Квели (око 1590-1620)
- Бежан, син (око 1620-39)
- Кајхосро, син (око 1640-60)
- Квели, брат (око 1660-63)
- Квели, син Кајхосров (око 1663-1710)
- Папуна, син (око 1710-38)
- Кајхосро, син (1738–69)
- Папуна, син (1769–90)
- Кајхосро, син (1790–1810)

1810. у Русију; од сада, принчеви (кнез) Церетели.

## Значајни чланови
- Акаки Церетели (1840–1915), истакнути грузијски песник и јавна личност
- Гиги Тсеретели (рођен 1964), политичар и председник ПС ОЕБС-а
- Георги Церетели (1842–1900), грузијски писац и новинар
- Георги Церетели (оријенталист) (1904–1973), грузијски оријенталиста
- Григол Церетели (1878–1938), грузијски филолог
- Иракли Церетели (1882–1959), грузијски социјалдемократски политичар
- Михаил Церетели (1878–1965), грузијски научник, политичар и новинар
- Тамара Церетели (1900–1968), грузијска певачица
- Васил Церетели (1862–1937), грузијски политичар и лекар
- Зураб Церетели (рођен 1934), модерни русо-грузијски сликар и вајар. председник Руске академије уметности
- Зураб Семјонович Церетели (1953–1992), грузијски фудбалер